# 頒暦
頒暦（はんれき）とは、天子が臣下に暦を頒布すること、またその暦。

## 概説
日本の律令制では、陰陽寮の暦博士が具注暦を作成し、御暦奏の儀式を経て公卿・官司などに頒布した。ただし、具注暦の総数は『延喜式』では166巻、『西宮記』では120巻と規定されており、その総数は少なく更に律令制の衰微に伴う料紙不足もあり、平安時代後期には頒暦は形骸化していった。そこで貴族層は暦博士に私的に発注し、供給を受けるようになった。中世に入ると、頒暦は完全に名ばかりとなり、神社や民間業者が暦師として独自に仮名暦・摺暦を作成して販売するようになった。室町時代には暦博士幸徳井家が退去していた奈良に同家を本所とする摺暦座と呼ばれる座が成立している。後には京都にも同様の座が成立した。江戸時代に入ると、幸徳井家と土御門家が対立し、勝利した土御門家が全国の暦師を支配して頒暦の許可権を独占した。しかし江戸時代には江戸幕府天文方によって歴算、頒暦の権限が簒奪された。